# Famille Wynckelman

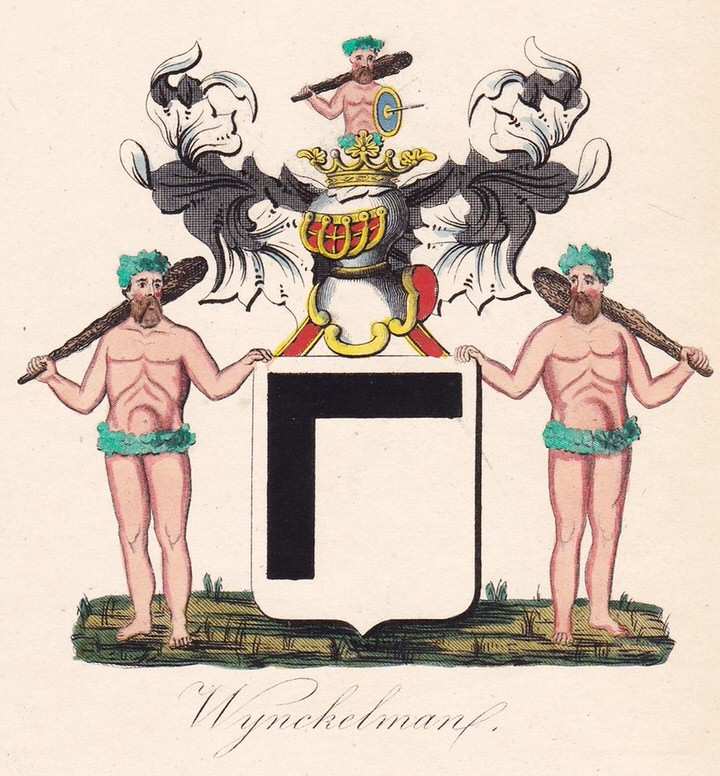
Armes de la famille Wynckelman (I. Stein d'Altenstein, Armorial du Royaume de Belgique, 1845)

La famille Wynckelman est une ancienne famille belge originaire du duché de Gueldre ayant fait partie de la noblesse du Royaume et aujourd'hui éteinte. Ses membres ont joué un rôle prépondérant dans la ville de Bruges du XVe au XIXe siècle.

## Origine
La famille Wynckelman est originaire de la ville de Duisbourg au duché de Gueldre, dont une branche déménagea à Bruges à la fin du XVe siècle à la suite des troubles religieux.
Le premier membre connu de cette famille est Jean Wynckelman, marié en 1398 à Duisbourg. Son petit-fils Bernard fut plusieurs fois échevin de Duisbourg et épousa Mathilde van Craenesteyn. Leur fils aîné Reinier quitta Duisbourg et est à l'origine de la branche brugeoise de la famille, tandis que le second fils, Guillaume, resta à Duisbourg.

## Personnalités

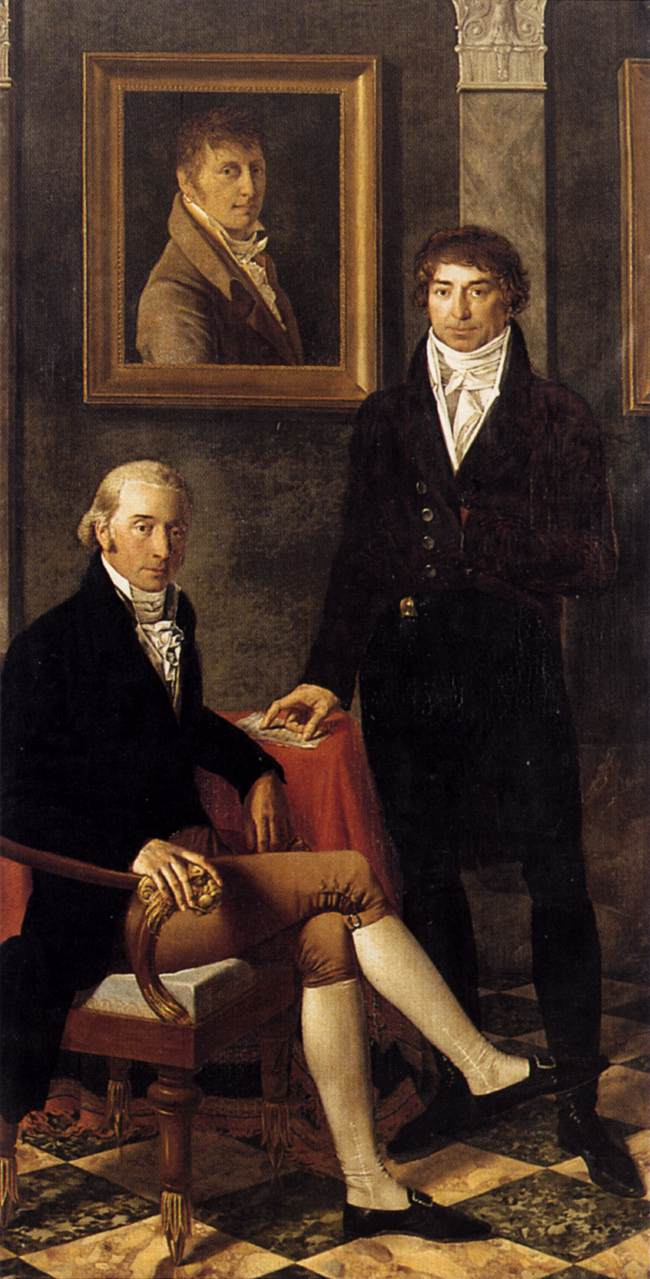
Peinture par Joseph Odevaere: son autoportrait accroché, François Wynckelman assis et Van der Donckt debout.

- Reinier Wynckelman (Duisbourg v. 1490 - Bruges 15 décembre 1566), était tuteur de l'école Bogaerde. Il est représenté avec son épouse Catherine Hagelinck dans le triptyque Wynckelman[2]. Il est enterré avec ses deux épouses dans la chapelle Wynckelman de l'église Sainte-Walburge à Bruges.
- Bernard Wynckelman (Bruges v. 1524, 4 septembre 1568), fils de Reinier, fut conseiller de la ville de Bruges en 1548, échevin en 1551 et 1553, chef-homme en 1555, 1558 et 1562, trésorier en 1565-66 et tuteur de l'école Bogaerde en 1562. Également enterré dans la chapelle Wynckelman de l'église Sainte-Walburge à Bruges[1].
- François Wynckelman (Bruges 29 juin 1762 - 6 janvier 1844), fils de François Wynckelman et de Marie-Barbe van der Beke. Il épouse Marie-Françoise Damerin en 1791, mais le couple n'aura pas d'enfants et la famille Wynckelman s'éteint à la mort de François. Obtient reconnaissance de noblesse sous Guillaume Ier des Pays-Bas en 1822.  Il reçoit des leçons de dessin du peintre et architecte Hubert de Cock (nl), tout en complétant ses études secondaires chez les Augustins à Bruges. Il alla également étudier à l'Académie des beaux-arts de Bruges et partit en 1780 pour Paris travailler dans l'atelier du brugeois Joseph-Benoît Suvée (1743-1807). À partir de 1784, il voyage en Italie, étudie à Rome à l'Académie royale de France et s'intéresse beaucoup aux antiquités romaines. En 1790, il est de retour à Bruges et en 1793, il est élu président du conseil d'administration de l'Académie des Beaux-Arts. Il milite pour de meilleurs logements pour l'académie et entretient des amitiés avec le directeur J. A. Van der Donckt (1757-1813). En 1792-93, il est échevin de la ville, dans le dernier conseil communal ancien régime nommé par les Autrichiens[3].

## Alliances
Les principales alliances de la famille sont :
- Anchemant
- van der Beke de Cringen
- van Caloen
- de Croeser de Berges
- de la Croix
- Damerin
- le Gillon de Basseghem
- de Hellin
- de Joigny de Pamele
- de Jonghe
- de Lichtervelde
- van Craenestein
- de Peñaranda de Franchimont
- Stalins
- Stochove
- van der Straeten
- de Wrée